# José Félix Guerrero
José Felix Guerrero López (Portugalete, 23 agosto 1975) è un ex calciatore spagnolo, di ruolo centrocampista.

## Carriera

### Club
Ha sempre giocato per club spagnoli.

### Nazionale
Con la Spagna vinse Campionato europeo Under 21 del 1998.

## Palmarès
- Campionato d'Europa Under-21: 1

1998